# Пьезотрансформатор

Конструкция пьезотрансформатора, применяемого для генерации высокого напряжения

Пьезотрансформатор (Пьезоэлектрический трансформатор) — электрический прибор, в котором прямой и обратный пьезоэлектрический эффект используются для преобразования электрической энергии или сигнала. Целью такого преобразования может быть изменение амплитуды напряжения или гальваническая развязка.
Достаточно широко используются в генераторах высокого напряжения (преобразователях) для газоразрядных ламп (подсветка ЖКИ-экранов ноутбуков, мониторов).

## Конструкция
На пластинку (кольцо или брусок) из пьезокристалла (например, из кварца) определённым образом нанесены три или более электродов — проводящие полоски. Пьезокристалл поляризуют в одном или нескольких направлениях в зависимости от конкретной конструкции.

## Принцип действия
При подаче переменного напряжения на электроды первичной цепи, благодаря обратному пьезоэлектрическому эффекту возникают механические напряжения. Последние приводят к деформации пьезокристалла, которая, благодаря прямому пьезоэлектрическому эффекту, вызывает изменение напряжения во вторичной цепи.